# Albrecht Christopher von Heinen (godsejer)
 Der er flere personer med dette navn, se Albrecht Christopher von Heinen.
Albrecht Christopher von Heinen (10. september 1758 på Hollufgård – 26. april 1814 i Odense) var en dansk godsejer og kammerherre.
Han var søn af Caspar Herman von Heinen. Han arvede 1767 Hollufgård og købte 1797 Fraugdegård.
Han blev gift første gang 4. august 1786 i Sankt Michaelis Kirke med Bodil Kristiane de Hofman (1770 i Fredericia - 6. juni 1791), datter af Hans de Hofman. Anden gang ægtede han 1801 Frederikke Louise Dinesen (1770 - 23. august 1833 i Fredericia), datter af Anders Dinesen og Severine Dorothea født Kraft.